# José Antonio Rovira Jover
José Antonio Rovira Jover   (Sant Vicent del Raspeig, 22 d'agost de 1962) és un polític i economista valencià, conseller d'Educació, Cultura, Universitats i Ocupació de la Generalitat Valenciana des de 2023 al Consell presidit per Carlos Mazón.
Llicenciat en ciències econòmiques, ha estat professor associat al Departament d'Economia aplicada i Política Econòmica de la Universitat d'Alacant. Fou elegit regidor de l'Ajuntament d'Alacant pel Partit Popular (PP) a les eleccions municipals espanyoles de 1991 i 1995, i ocupà els càrrecs de tinent d'alcalde, portaveu adjunt del grup municipal i regidor delegat de Seguretat Ciutadana.
Fou elegit diputat a les eleccions a les Corts Valencianes de 1999, on de 1999 a 2001 ha estat secretari de la Comissió d'Economia, Pressupostos i Hisenda. Deixà l'escó per a ser nomenat director general de Personal de la Conselleria d'Educació de la Generalitat Valenciana, càrrec que ocuparia fins a 2007. En 2013 fou nomenat director territorial d'Educació, Cultura i Esport d'Alacant.
A les eleccions a les Corts de 2023 tornà a ser elegit diputat per Alacant, però va dimitir després de ser nomenat conseller d'Educació, Universitats i Ocupació del Consell presidit per Carlos Mazón i integrat pel PP i Vox.